# Ерик Крипке
Ерик Крипке (енгл. Eric Kripke; 1974) амерички је сценариста и телевизијски продуцент. Аутор је фантастично-драмске серије The CW-а, Ловци на натприродно (2005—2020), чији је био шоуранер током првих пет сезона. Такође је аутор постапокалиптичко-драмске серије Револуција (2012—2014) и један од аутора научнофантастичне серије Безвремени (2016—2018). Од 2019. ради као шоуранер суперхеројске серије Дечаци, коју је развио за Amazon Prime Video.

## Филмографија

### Филм
| Српски назив       | Изворни назив | Година | Потписан као | Потписан као | Потписан као | Напомене    |
| Српски назив       | Изворни назив | Година | Сценариста   | Редитељ      | Продуцент    | Напомене    |
| ------------------ | ------------- | ------ | ------------ | ------------ | ------------ | ----------- |
| Н/Д                |               | 1997.  | Да           | Да           | Не           | кратки филм |
| Н/Д                |               | 1997,  | Да           | Да           | Не           | кратки филм |
| Бугимен            |               | 2005.  | Да           | Не           | Да           |             |
| Агенти судбине     |               | 2011   | Не           | Не           | Сарадник     |             |
| Кућа магичног сата |               | 2018.  | Да           | Не           | Да           |             |
| Н/Д                |               | 2020.  | Да           | Не           | Извршни      | кратки филм |

### Телевизија
Бројеви у режији и сценарију односе се на број епизода.
| Српски назив                       | Изворни назив | Година     | Потписан као | Потписан као | Потписан као | Потписан као      | Мрежа | Напомене                                                                                                   |
| Српски назив                       | Изворни назив | Година     | Аутор        | Редитељ      | Сценариста   | Извршни продуцент | Мрежа | Напомене                                                                                                   |
| ---------------------------------- | ------------- | ---------- | ------------ | ------------ | ------------ | ----------------- | ----- | --- |
| Тарзан                             |               | 2003.      | Развио       | Не           | Да (2)       | Да                |       | |
| Ловци на натприродно               |               | 2005—2020. | Да           | Да (2)       | Да (17)      | Да                |       | Извршни продуцент (1—6. сезона, „Крвне лозе”: 127 епизода); Извршни консултант (7—15. сезона: 200 епизода) |
| Н/Д                                |               | 2010.      | Да           | Не           | Не           | Да                |       | |
| Ловци на натприродно: Аниме серија |               | 2011.      | Да           | Не           | Не           | Не                |       | |
| Револуција                         |               | 2012—2014. | Да           | Не           | Да (4)       | Да                |       | |
| Безвремени                         |               | 2016—2018. | Да           | Не           | Да (1)       | Да                |       | |
| Дечаци                             |               | 2019—данас | Развио       | Да (1)       | Да (3)       | Да                |       | |